# Фиш, Пресервед
Пресервед Фиш (англ. Preserved Fish; 14 июля 1766, Фритаун, округ Бристол, штат Массачусетс — 23 июля 1846, Нью-Йорк) — американский предприниматель.
Предки Фиша по меньшей мере с начала XV века жили в Грейт-Боудене, графство Лестершир, его прапрадед Томас Фиш перебрался в заокеанские колонии, на остров Род-Айленд, в 1643 году. Этим же путём проследовали и многие другие члены семьи; в частности, отец государственного секретаря США Гамильтона Фиша приходился Пресерведу Фишу семиюродным братом. Отец Фиша Айзек Фиш был кузнецом в Портсмуте. Имя Пресервед (с англ. — «сохранённый, спасённый») принадлежало к числу распространённых в роду Фишей имён с библейскими ассоциациями.
Пресервед Фиш начал работать в кузнице своего отца, затем пробовал себя в сельском хозяйстве, после чего поступил на китобойное судно и уже в возрасте 21 года стал его капитаном. В 1810 году решил переключиться с добычи китового жира на торговлю им и поступил партнёром в фирму своего дяди по матери Корнелиуса Гриннелла (1758—1850) в Нью-Бедфорде. Пять лет спустя на почве ссоры продал свою долю в бизнесе и перебрался в Нью-Йорк, где открыл новую фирму вместе с сыном Корнелиуса, своим двоюродным братом Джозефом Гриннеллом. Фирма Fish & Grinnell действовала на протяжении десяти лет, расширяя сферу своей деятельности в направлении китобойного и торгового флота, после чего Фиш вышел из бизнеса, а его место заняли младшие братья Джозефа Генри Гриннелл и Мозес Гриннелл, после чего эта фирма, известная далее как Grinnell, Minturn & Co, стала одной из крупнейших трансатлантических судоходных компаний. Одновременно с середины 1810-х гг. Фиш занимался банковским делом, был одним из двадцати восьми брокеров Нью-Йоркской фондовой биржи, а в последние десять лет жизни занимал пост президента в Tradesmen’s Bank of New York. В середине 1830-х гг. наряду с Гидеоном Ли Фиш был одним из вождей Таммани-холла — группы теневых лидеров Демократической партии в Нью-Йорке, определявшей городскую политику и ход городских избирательных кампаний.
Фиш обладал своеобразным характером. Он был трижды женат, и в третий раз женился в 73 года, спустя несколько месяцев после смерти второй жены, заявив, что желает быть счастлив в старости, невзирая на общественное мнение. Ни один из его детей от первых двух жён не выжил, а усыновлённый им молодой человек также умер раньше своего приёмного отца; сыну своего приёмного сына Фиш завещал основную часть своего состояния при условии, что тот отречётся от своей матери. Двум своим сёстрам Фиш завещал по ферме, причём для его последней жены стало сюрпризом само существование этих сестёр.